# Pandanus cheilostigma
Pandanus cheilostigma är en enhjärtbladig växtart som beskrevs av Benjamin Clemens Masterman Stone. Pandanus cheilostigma ingår i släktet Pandanus och familjen Pandanaceae.
Artens utbredningsområde är Filippinerna. Inga underarter finns listade.